# Kanato Fukazawa
Kanato Fukazawa (japanisch 深澤 奏人 Fukazawa Kanato; * 4. Dezember 2001 in der Präfektur Shizuoka) ist ein japanischer Fußballspieler.

## Karriere
Kanato Fukazawa erlernte das Fußballspielen in den Schulmannschaften der Shimizu Irie School und der Shimizu Sodeshi School, in der Jugendmannschaft des Takabe JFC, in den Schulmannschaften der Tokai University Shizuoka Shoyo Junior High School und der Tokai University Shizuoka Shoyo High School, sowie in der Mannschaft des Japan Soccer College. Seinen ersten Vertrag unterschrieb er im Januar 2022 bei Albirex Niigata (Singapur). Der Verein ist ein Ableger des japanischen Zweitligisten Albirex Niigata, der in der ersten singapurischen Liga, der Singapore Premier League, spielt. Sein Erstligadebüt gab Kanato Fukazawa am 5. März 2022 (2. Spieltag) im Heimspiel gegen Balestier Khalsa. Hier wurde er in der 77. Minute für den verletzten Nicky Melvin Singh eingewechselt. Albirex gewann das Spiel 6:0. Am Ende der Saison feierte er mit Albirex die singapurische Meisterschaft. Nach der Meisterschaft ging er wieder nach Japan, wo er sich dem Japan Soccer College FC anschloss.

## Erfolge
Albirex Niigata (Singapur)
- Singapurischer Meister: 2022